# William Few

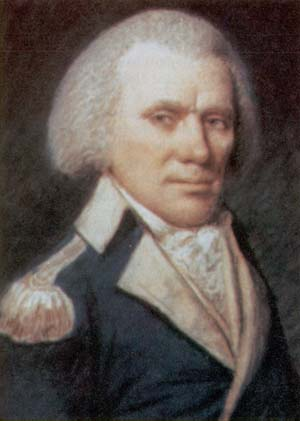
William Few

William Few, Jr. (* 8. Juni 1748 in Province of Maryland; † 16. Juli 1828 in Beacon, New York) war ein US-amerikanischer parteiloser Politiker. Zwischen 1780 und 1782 sowie zwischen 1786 und 1788 war er Delegierter für Georgia im Kontinentalkongress. Von 1789 bis 1793 saß er für den Bundesstaat Georgia im US-Senat. Ferner war Few einer der Unterzeichner der US-amerikanischen Verfassung.

## Frühes Leben und Familie
Few wurde als Sohn von englischen Auswanderern im nördlichen Maryland geboren. Seine Eltern waren Besitzer einer Tabakfarm. Bedingt durch starke Dürren, zogen die Fews 1750 in den Süden der heutigen USA. Sie siedelten im Orange County im heutigen North Carolina. Aufgrund der fehlenden Schulbildung brachte sich Few die Rechtswissenschaft selbst bei. Fortan war er als Rechtsanwalt tätig.
Im Laufe der Zeit erarbeitete sich Fews Familie ein gewisses Maß an Wohlstand. Sie zählten zu den aufstrebendsten Politikern im Orange County. 1771 zog es die Familie nach Georgia.

## Kriegsbeteiligung
Während des Britisch-Amerikanischen Krieges stellte Georgia in jedem County ein Regiment aus Freiwilligen auf. Few war im Regiment des Richmond County engagiert, sein Bruder Benjamin kommandierte das Regiment. In den nächsten Jahren hatte Few wenige militärische Aufgaben zu erledigen. Er unterrichtete seine Nachbarn und Freunde im Umgang mit Waffen, so wie er es in der Miliz in North Carolina erlernt hatte. Im Jahr 1778 musste Few dann doch noch aktiv werden, weil Georgia durch die britischen Truppen im heutigen Florida eine ernst zu nehmende Bedrohung sah. In den nächsten Monaten übernahm Few das Kommando über die Miliz von Georgia, die einige Male wenig glanzvoll Niederlagen einstecken musste. Aus gesundheitlichen Gründen zog sich Few 1779 aus der aktiven militärischen Laufbahn zurück.

## Staatsmann
Erste politische Erfahrungen sammelte Few noch während seiner Zeit im Militär. Er wurde 1776 in das neu errichtete Repräsentantenhaus von Georgia gewählt. In der Folge übernahm er immer wieder wichtige Führungspositionen in Georgia. 1780 wurde er dann als Delegierter Georgias in den Kontinentalkongress entsandt. 1782 wurde er wieder abberufen, um beim Aufbau staatlicher Strukturen in Georgia zu helfen. 1787 wurde Few dann als einer der Vertreter Georgias zur Philadelphia Convention entsandt. Few unterzeichnete schließlich die neu erschaffene US-amerikanische Verfassung. Er machte sich für die Ratifizierung durch die Einzelstaaten stark. Nachdem alle Einzelstaaten die Verfassung ratifiziert hatten, wurde Few am 17. Januar 1789 prompt als einer von zwei Senatoren für Georgia in den neuen Bundessenat entsandt. Die Senatsklassen wurden zwischen ihm und James Gunn ausgelost. Few wurde die Klasse 2 zugelost, was eine vierjährige Amtszeit nach sich zog; Gunn erhielt die Klasse 3 und amtierte 6 Jahre lang. 1793 schied er wieder aus dem Senat aus. 1794 bewarb er sich für den Senatssitz von Gunn, unterlag aber deutlich.
Ab 1796 war er für 3 Jahre in Georgia als Richter tätig. 1785 war er zudem an der Gründung der University of Georgia beteiligt. 1799 zog Few dann seiner Frau zuliebe nach New York City. Dort wurde er von seinen Nachbarn in die New York State Assembly gewählt. Ebenso war er 9 Jahre lang als Inspektor der New Yorker Gefängnisse tätig.

## Letzte Jahre und Tod
Im Alter von 80 Jahren verstarb Few in Beacon. Er hinterließ seine Frau Catherine Nicholson und 3 Töchter. Er wurde in Augusta in Georgia beigesetzt.
In Madison im Bundesstaat Wisconsin ist eine Straße nach ihm benannt.